# Campbell, Ohio
Campbell là một thành phố thuộc quận Mahoning, tiểu bang Ohio, Hoa Kỳ. Năm 2010, dân số của thành phố này là 8235 người.

## Dân số
- Dân số năm 2000: 9460 người.
- Dân số năm 2010: 8235 người.